# 中台戦争
中台戦争（ちゅうたいせんそう）とは、中国大陸を支配する中華人民共和国と、台湾地区（台湾島、澎湖諸島、金門県、馬祖島）を支配する中華民国との間で想定される事態である。

## 1950年代
1945年8月15日、日中戦争は連合国と枢軸国の戦いである第二次世界大戦の一部へと変貌し、結果、枢軸国側であった日本の敗北に終わった。第二次国共合作で協力し日本と対決した中国国民党と中国共産党は反目し、1946年に国共内戦へと発展した。最新兵備を整えた国民党軍は当初は勢いがあったものの、腐敗した中華民国政府に対し中国人民の民意は共産党へ靡き、共産党が盛り返し上海・南京を制圧、中華民国政府は広州、重慶、成都と転戦を続けた。最終的には1949年に中華人民共和国が建国され、蔣介石率いる中華民国は1949年12月に台湾に逃れた。しかし、海軍力で優る中華民国は上海近郊の舟山群島から　海南島まで、中国大陸近辺の島々を未だ支配下に置いていた。中華人民共和国は1950年に中華民国が領有していた舟山群島と海南島を制圧。1955年には大陳列島を激戦の末に奪取した。これ以降現在まで、中華民国は台湾地区（台湾島・澎湖諸島・金門島・馬祖島）のみを実効支配し続けている。続いて中華人民共和国は1958年金門島と馬祖島の奪取を企図し、激烈な砲撃を加えたものの、中華民国軍の奮戦によって失敗した。一方、中華民国側も、四川省からミャンマーに逃れた中華民国軍を再編成し大陸反攻を企てるも、失敗に終わった。

## 1960年-1970年代
中国は大躍進政策や文化大革命で国内が疲弊し、台湾を軍事侵攻する能力はなかった。一方の中華民国も大陸反攻をスローガンにするも、1964年に中国が核兵器の開発に成功すると事実上大陸反攻は不可能になり、中華民国は軍事よりも経済などに政策をシフトした。1971年に国連の代表権が中国に移行し、1972年には日中国交回復。1970年代にはオーストラリアやニュージーランドが中国と国交樹立を成し遂げると、中華民国の孤立化がもたらされた。

## 1980年-1990年代
毛沢東の死後、中国共産党の実権を握った鄧小平は一国二制度による統一を提案。しかし中華民国総統の蔣経国は中国との一切の取引を拒否した。1988年に蔣経国が死去し、次に総統に就任した李登輝の元で中華民国は民主化し、台湾独立運動が活発になった。中国は新たに登場した台湾独立派に激しく反発するようになる。1996年、中華民国で総統選挙が行われると、中国は李登輝を「隠れ台独派」と主張し、台湾近海にミサイルを乱発した。これを脅威に感じたビル・クリントン米国大統領が台湾近海に航空母艦を派遣。一時中台関係は危機に晒された。

## 2000年代
中華民国では台湾独立を主張する民主進歩党の陳水扁が総統に就任。新憲法の制定を目指すなど脱中国化路線を主張するようになると、中国はそれに激しく反応し2005年、反分裂国家法を制定し、台湾への強制統一に法的根拠を与えた。

## 2010年代

### 中国人民解放軍の「六場戦争（六つの戦争）」計画
2013年7月、中国共産党の公式見解ではないとしながらも、中国の『中国新聞網』や『文匯報』などに、中国は2020年から2060年にかけて「六場戦争（六つの戦争）」を行うとする記事が掲載された。この「六場戦争（六つの戦争）」計画によれば、中国は2020年から2025年にかけて台湾を取り返し、2028年から2030年にかけてベトナムとの戦争で南沙諸島を奪回し、2035年から2040年にかけて南チベット（アルナーチャル・プラデーシュ州）を手に入れるためインドと戦争を行い、2040年から2045年にかけて尖閣諸島と沖縄を日本から奪回し、2045年から2050年にかけて外蒙古（モンゴル国）を併合し、2055年から2060年にかけてロシア帝国が清朝から奪った160万平方キロメートルの土地（外満洲、江東六十四屯、パミール高原）を取り戻して国土を回復するという。
オーストラリア国立大学研究員のGeoff Wadeは、この記事について一部の急進主義者の個人的な見解にすぎないという意見があるが、中国の国営新聞も報道しており、中国共産党の非常に高いレベルで承認されたものとみなすことができ、また中国の「失われた国土の回復」計画はすでに1938年から主張されていたと指摘している。
インドのシンクタンクであるセンター・フォー・ランド・ワーフェア・スタディーズ研究員のP.K.Chakravortyは、この記事では中国はインドのアッサム州やシッキム州で独立運動や反乱活動を扇動して、パキスタンへの武器供与によるカシミール攻略などが示唆されており、それらが失敗した後にインドとの全面戦争という段階が想定されているが、シッキム州の現状は中国の執拗な工作が行われているにもかかわらず安定しており、独立運動を扇動するのは困難であり、また中国がミャンマーを介して発生させたアッサム州の暴動はインド政府とミャンマー政府の交渉によって沈静化しているとしながら、2035年までにインド軍は近代化を推進して能力を向上する必要があると指摘した。

## 現状
中国軍は急速にハイテク化し、台湾海峡の制空権は中国にシフトしつつあるが、台湾空軍へのF-16戦闘機売却の決定により、未だ決定的な物とはなっていない。
また制海権においても中国海軍の航空母艦、艦載機の稼働の制約、対潜戦能力の限界から、大きなアドバンテージになっているとは言い難い状況である。